# Marsanes
Marsanes è un testo gnostico sethiano degli apocrifi del Nuovo Testamento. L'unica copia sopravvissuta proviene dalla biblioteca di Nag Hammadi, anche se con quattro pagine mancanti e diverse righe danneggiate irreparabilmente, comprese le prime dieci della quinta pagina. Gli studiosi ipotizzano che il testo sia stato originariamente scritto da un siriano in greco durante il III secolo.

## Panoramica
Come Zostrianos e Allogeno, il testo descrive una cosmogonia esoterica molto elaborata di emanazioni successive da un Dio originale, come rivelato da Marsanes, che è riconosciuto come un profeta gnostico.  All'interno del testo ci sono indicazioni che i Sethiani avevano sviluppato idee di monismo, un'idea paragonabile alla nozione di Eracleone di perfezione e permanenza universale espressa attraverso la costanza della massa totale delle cose al suo interno (cioè tutta la materia nell'universo può solo cambiare forma e non può essere creato o distrutto). Il testo è anche un'apocalisse che a un certo punto potrebbe essere stata utilizzata dalla scuola di Plotino a Roma. Il pensiero gnostico comune è particolarmente prominente attraverso la discussione del testo sul potere della conoscenza sacra, che può consentire ai lettori di ascendere attraverso i livelli dell'universo fino a raggiungere il cielo più alto in cui risiede Dio.